# Реч (Румунія)
Реч (рум. Reci) — село у повіті Ковасна в Румунії. Адміністративний центр комуни Реч.
Село розташоване на відстані 156 км на північ від Бухареста, 11 км на схід від Сфинту-Георге, 32 км на північний схід від Брашова.

## Населення
За даними перепису населення 2002 року у селі проживали 1378 осіб.
Національний склад населення села:
| Національність | Кількість осіб | Відсоток |
| -------------- | -------------- | -------- |
| угорці         | 1360           | 98,7%    |
| румуни         | 17             | 1,2%     |

Рідною мовою назвали:
| Мова      | Кількість осіб | Відсоток |
| --------- | -------------- | -------- |
| угорська  | 1358           | 98,5%    |
| румунська | 20             | 1,5%     |